# Skælskørbanen
Skælskørbanen mellem Dalmose og Skælskør blev åbnet som statsbane i 1892 sammen med Slagelse-Næstved-banen, som den var sidebane til.

## Strækningsdata
- Åbnet: 15. maj 1892
- Længde: 11,5 km
- Sporvidde: 1.435 mm
- Skinner: 22,5/37 kg/m
- Maks. hastighed: 45 km/t
- Nedlagt: 7. oktober 1950, herefter kun godstrafik til 1975

På den korte banestrækning kørte der altid kun ét tog ad gangen, så sikkerhedssystemet var meget enkelt. Banen var uindhegnet – ret usædvanligt for en statsbane.

## Standsningssteder
- Dalmose station (Da) i km 0,0 – forbindelse med Slagelse-Næstved-banen.
- Sønder Bjerge station (Be) i km 3,3.
- Tjæreby station (Tj) i km 6,9.
- Skælskør station (Ss) i km 11,5 med tosporet remise, havnebane og hestestald til rangerheste.

Mellemstationerne blev nedlagt, da persontrafikken ophørte i 1950.

### Bevarede stationsbygninger
- Sønder Bjerge: Sønder Bjergevej 240
- Tjæreby: Tjæreby Stationsvej 10
- Skælskør: Stationsvej 5

## Efter nedlæggelsen
Efter godstrafikkens ophør i 1975 begyndte jernbaneentusiaster at samle materiel fra andre nedlagte baner og opstille det i Skælskør. I 1977 kørte det første veterantog på Skælskørbanen, og i 1978 blev foreningen Dalmose Skælskør Banen (fDSB) oprettet. Foreningen Omstigningsklubben, der var stiftet i 1973, drev om sommeren kørsel med sporvogne mellem remisen og havnepladsen i Skælskør. Og kørte for sidste gang i 2008 mellem Skælskør og Dalmose
I 2009 overdrog Banedanmark strækningen til Skov- og Naturstyrelsen. I 2011 blev skinnerne fjernet fra hovedparten af strækningen, hvormed kørslen med veterantog ophørte. Sporvognene sluttede kørslen 4. september og blev 1. oktober 2011 overdraget til Sporvejsmuseet Skjoldenæsholm. 10½ km af banestrækningen blev asfalteret og indgår i cykel- og vandrestien "Fodsporet", der også omfatter det meste af den tidligere Slagelse-Næstved-bane. Langs Fodsporet er der ridesti Dalmose-Tjæreby.

## Nedlagte strækninger hvor banetracéet er bevaret
Hele banetracéet inkl. havnebanens er bevaret, i alt 12 km.
- Tv. Fodsporet på Næstvedbanen. I græsset th. skimtes Skælskørbanens tracé
- Syd for Dalmose kommer Fodsporet ind på Skælskørbanens tracé
- Fodsporet krydser Eggeslevlillevej
- Fodsporet forlader banetracéet inden stationsterrænet i Skælskør
- Skælskør Havnebanes tracé bag indhegning vest for Spegerborgvej